# کشکک
کَشکَک زانو یا کاسه زانو (نام علمی: پاتلا، Patella) استخوانی مثلثی‌شکل و ضخیم است که بزرگ‌ترین استخوان کنجدی در بدن به‌شمار می‌آید. همچنین تنها استخوان کنجدی بدن است که در شمارش استخوان‌های بدن محسوب می‌شود. شکل آن به تکه‌های کشک شباهت دارد. کشکک، زانو را پوشانده و از آن در برابر نیروی فرساینده‌ای که از سایش زردپی چهارسر ران به سطح کشککی استخوان ران پدید می‌آید حفاظت می‌کند. استخوان کشکک در ضخامت زردپی ماهیچه چهارسرِ ران واقع شده و در صدمه‌هایی که به ناحیه زانو وارد می‌شود امکان آسیب دیدن آن زیاد است.‎
کشکک، استخوان کوچک و پهنی در قدام مفصل زانو که به دلیل مفصل نشدن با سایر استخوان‌ها قابل تحرک است. کشکک مانع از خم شدن زانو به جلو می‌شود. زردپی تعدای از ماهیچه‌های پا، تعدادی رباط و کپسول مفصلی به کشکک متصل هستند.
چون کشکک در حرکات اندام پایینی نقش خیلی مهمی ندارد هنگام شکستگی متعدد کشکک می‌توان آن را کاملاً از بدن خارج کرد. کشکک در کودکان وجود ندارد در بین دوسالگی تا شش سالگی تشکیل می‌شود. در واقع کشکک در کودکی وجود دارد اما در عکس برداری دیده نمی‌شد یعنی استخوان سخت حساب نمی‌شود.

## کالبدشناسی
این استخوان بزرگ‌ترین استخوان کنجدی بدن است.  کشکک در جلو مفصل زانو قرار گرفته و حالتی مخروطی‌شکل دارد، با یک قاعده در رأس پایین و دارای دو سطح پیشین و پسین است. محل استخوان در قسمت قدامی انتهای دورینه (دیستال) استخوان ران می‌باشد. ماهیچه‌های چهارسر ران با یک زردپی مشترک به قسمت فوقانی سطح قدامی کشکک متصل می‌شوند.
این استخوان دو سطح قدامی و خلفی دارد. سطح قدامی زیر و خشن و دارای تحدب نیز می‌باشد. سطح خلفی صاف است و روی ران قرار می‌گیرد. قسمت فوقانی استخوان محدب و قسمت تحتانی آن نوک تیز بوده و به رأس کشکک موسوم است.

## نکات بالینی

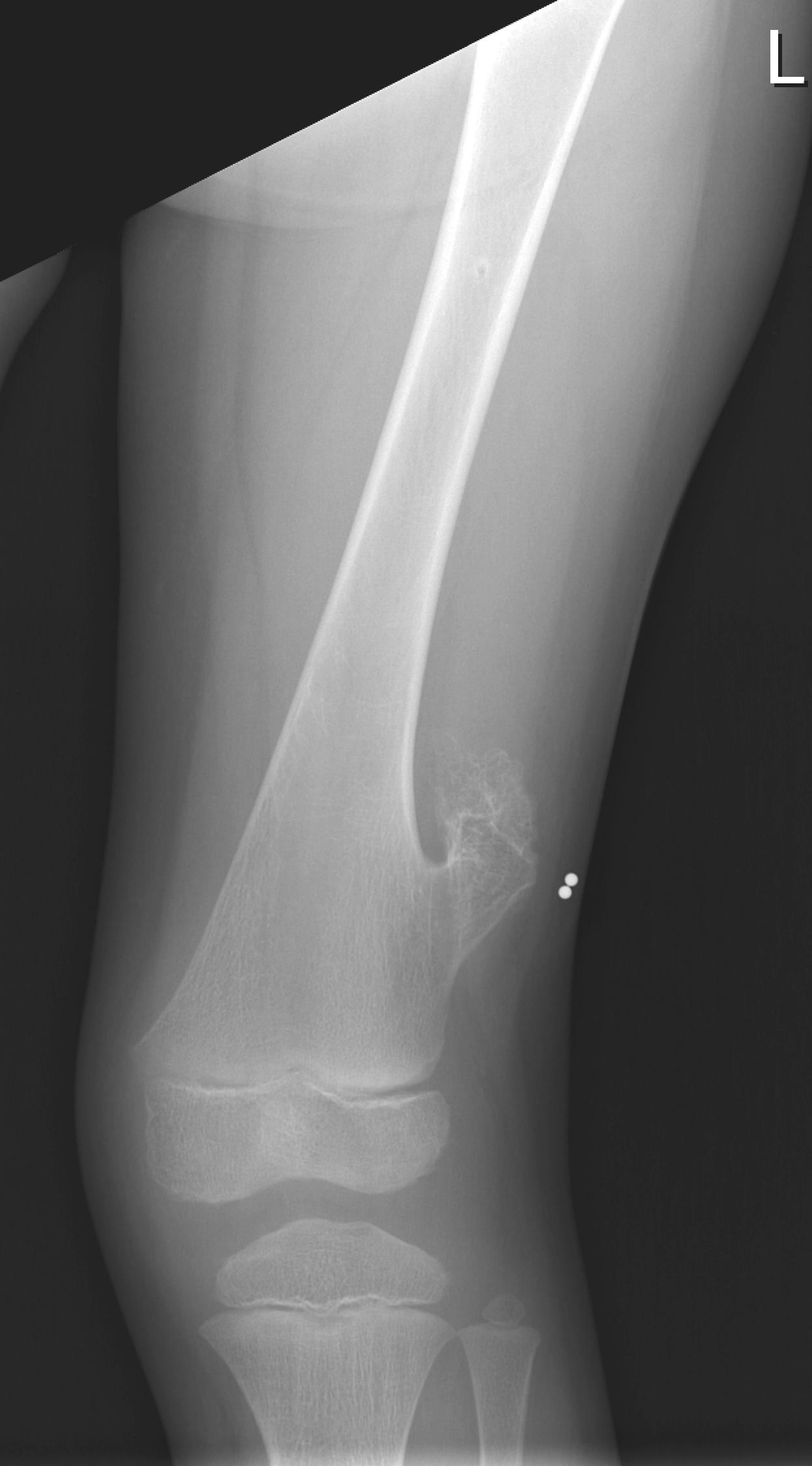
عکس رادیولوژی کَشکَک زانو یا کاسه زانو

استخوان کشکک به عنوان یک قرقره عمل کرده و جهت نیروی کششی وتر ماهیچه چهارسر ران تغییر داده، به‌طوری‌که کارآیی ماهیچه را در عمل باز کردن مفصل زانو افزایش می‌دهد؛ با این وجود برداشتن کشکک کارایی مفصل زانو را چندان تغییر نمی‌دهد.
گاهی در اثر یکی نشدن مراکز استخوان‌سازی استخوان کشکک، ممکن است این استخوان دو قطعه‌ای یا سه قطعه‌ای باشد که باید از شکستگی‌های استخوان تمیز داده شود.
دو عامل از دررفتگی کشکک به خارج جلوگیری می‌کند یکی الیاف ماهیچه پهن درونی (عضله واستوس داخلی) که استخوان را به سمت داخل می‌کشد و دیگری وسعت بیشتر لقمه (کوندیل) بیرونی استخوان ران است که از حرکت کشکک به خارج جلوگیری می‌کند. در اثر ضربهٔ مستقیم ممکن است استخوان کشکک به قطعات مختلف شکسته شود.

## نگاره‌ها

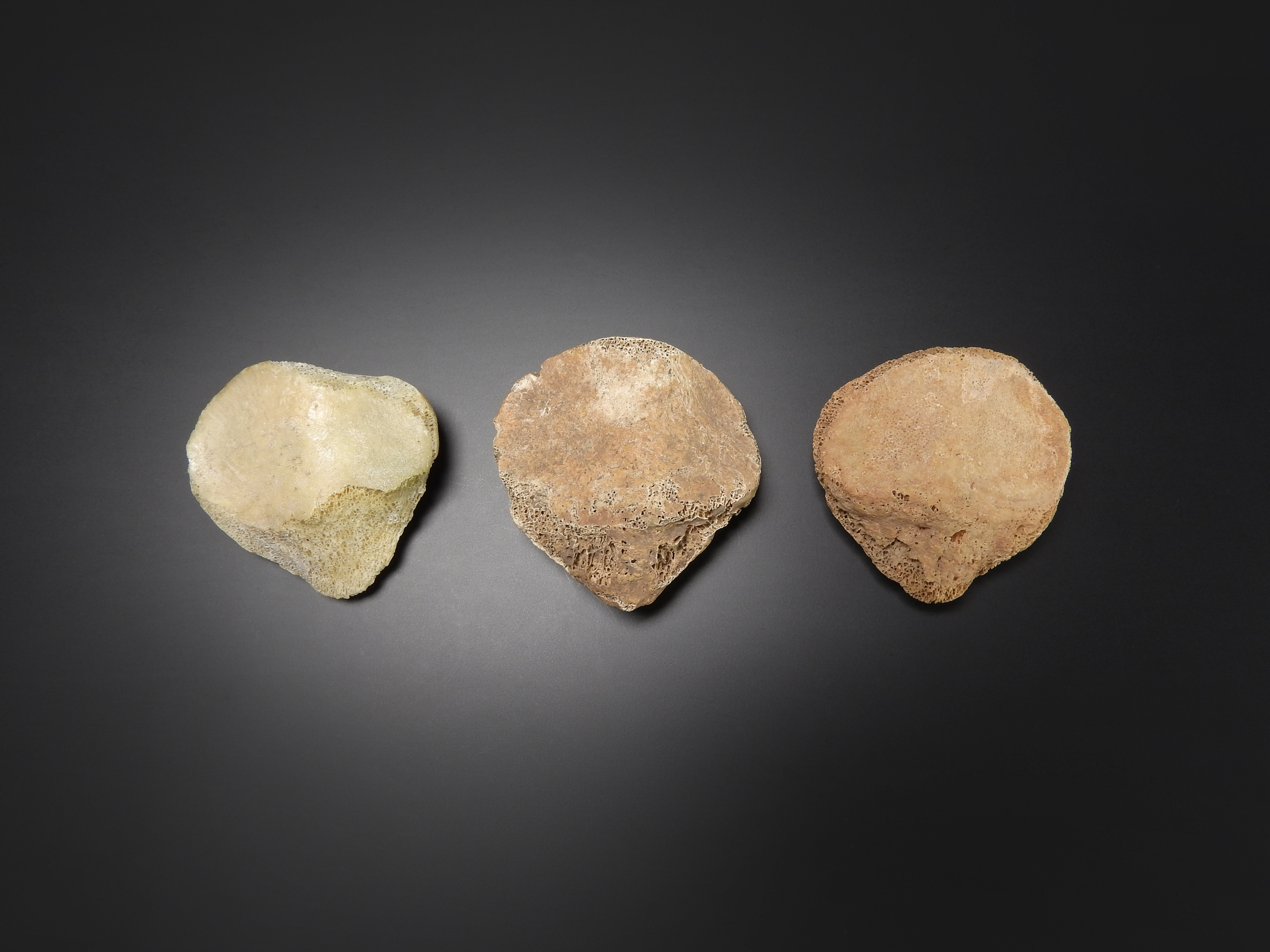
دید پسین کشکک زانو
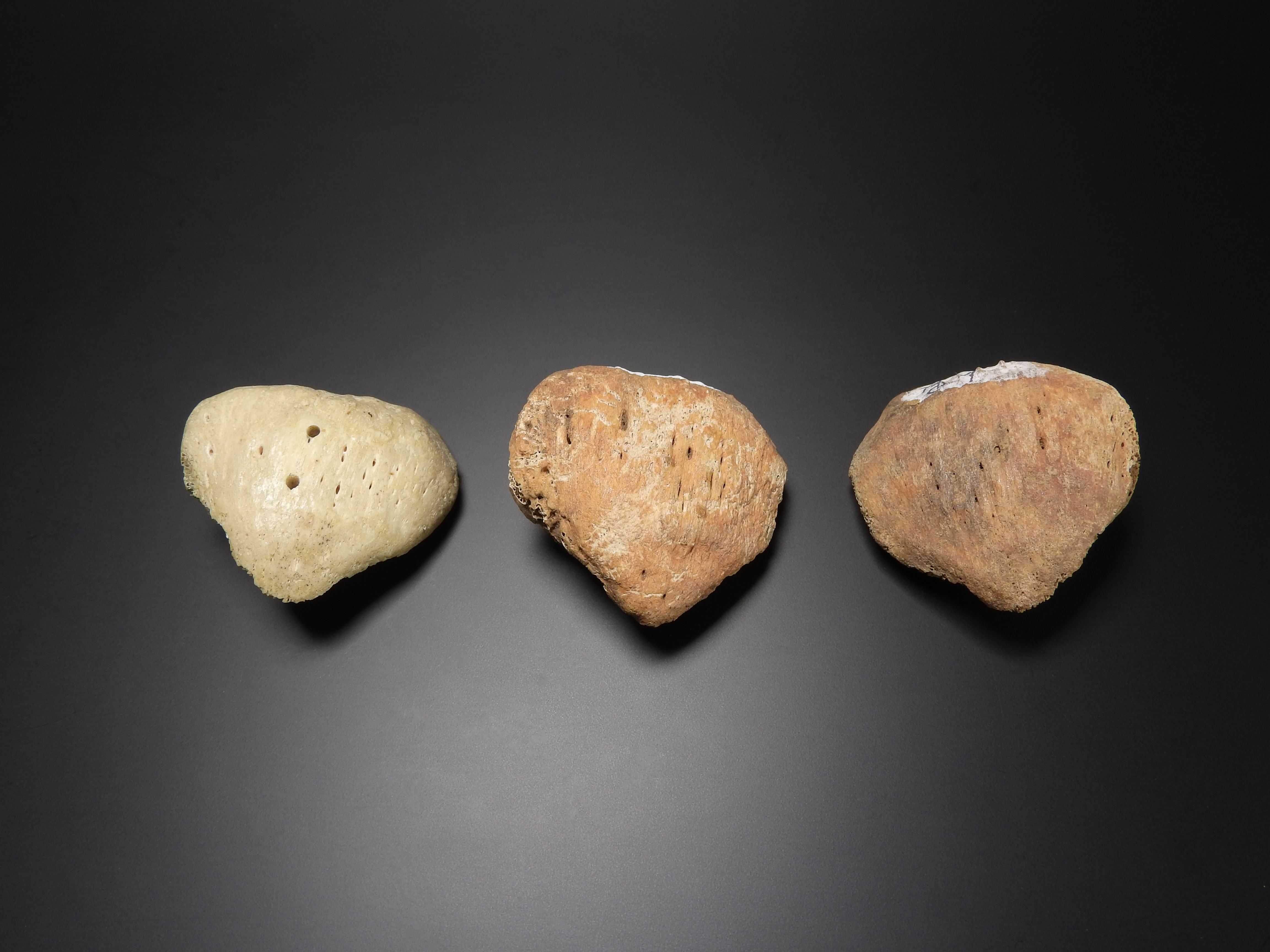
دید پیشین
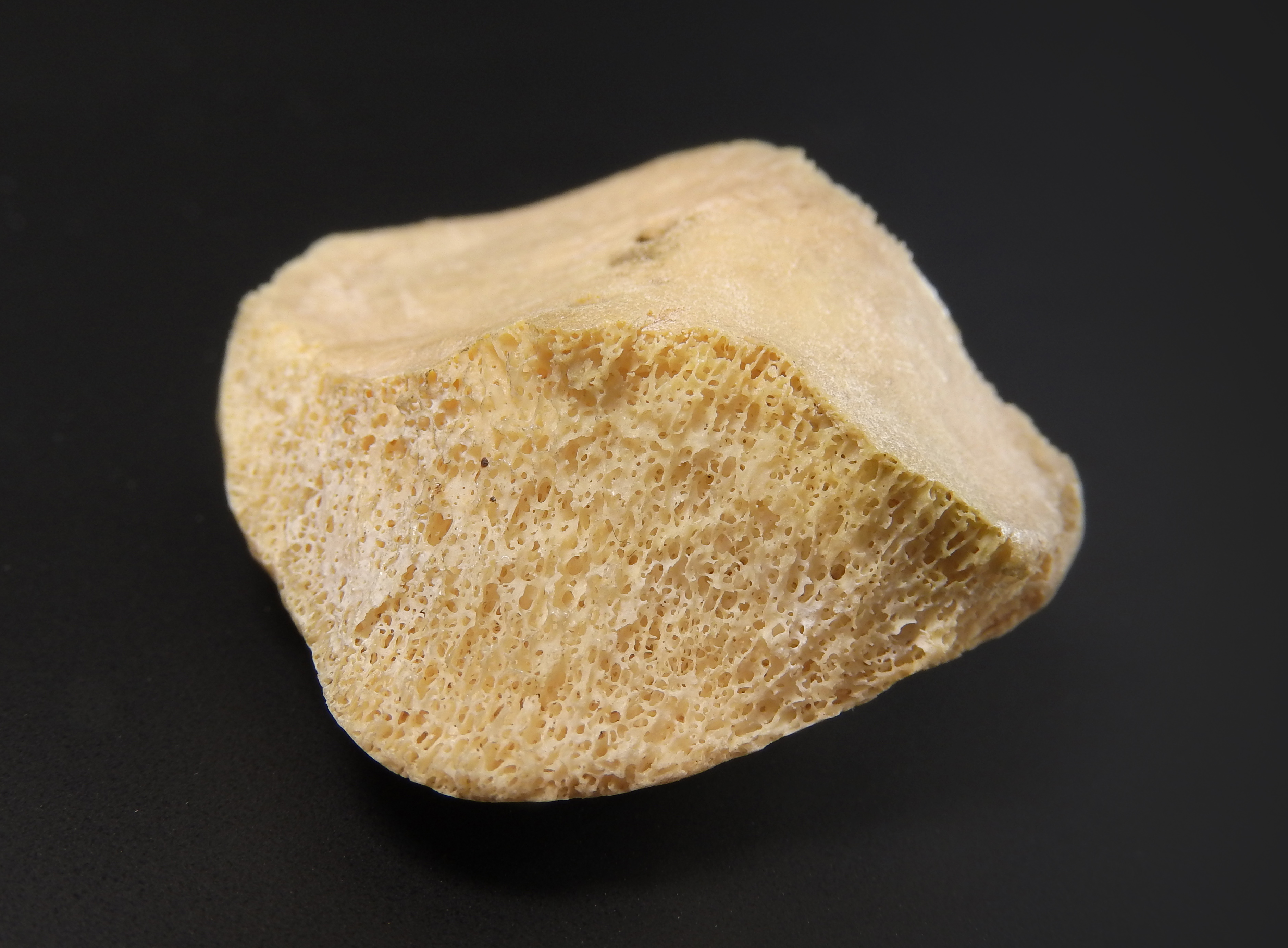
جزئیات بافت کشکک
نمودار کشکک
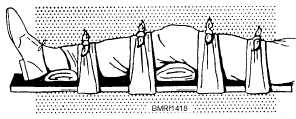
شکسته‌بندی کشکک زانو